# Yanko Durán Prieto
Yanko Durán Prieto (Delicias, Chihuahua; 8 de abril de 1973) es una abogada mexicana y primera mujer presidenta del Instituto Estatal Electoral de Chihuahua. Es también la primera mujer que preside la Asociación de Instituciones Electorales de las Entidades Federativas así como la primera mujer en dirigir la Defensoría Pública del Estado de Chihuahua.

## Trayectoria
Es abogada egresada de la Universidad Autónoma de Chihuahua. Cuenta con una trayectoria en materia electoral pero también de litigio familiar y civil así como ocupando diversos cargos dentro del Tribunal Superior de Justicia del Estado de Chihuahua. 
Fue la primera mujer en dirigir la Defensoría Pública del Estado de Chihuahua (2015). Durante su gestión como directora de la Defensoría Pública del Estado de Chihuahua coordinó la instalación de conversatorios institucionales entre la Fiscalía del Estado, Gestión Judicial del Tribunal Superior de Justicia del Estado de Chihuahua y la misma Defensoría Pública con lo cual se consiguió eficientar los proceso penales en beneficio de las personas procesadas. Estableció también la obligatoriedad de cumplir con planes de capacitaciones a las personas defensoras con relación a los juicios orales en materia civil y familiar que se estaban implementando en el Tribunal Superior de Justicia del Estado de Chihuahua durante 2015. Su gestión logró que se asignaran instalaciones especiales para la Defensoría, lo cual generó una mejora en la atención de las personas usuarias.
Se desempeñó como Secretaria auxiliar en el Tribunal Estatal Electoral en Chihuahua (2018-2021). Participó en la convocatoria emitida por el Instituto Nacional Electoral para designar Consejera Presidenta en el Instituto Estatal Electoral de Chihuahua y fue designada por unanimidad como la primera mujer en ocupar ese cargo (2021).
En su primer año como presidenta del Instituto Estatal Electoral presidió la comisión de Igualdad de Género, Derechos Humanos y no Discriminación, así como también presidió el Observatorio de Participación Política de las Mujeres.
Durante 2023 gestionó diversos convenios con instituciones educativas y gubernamentales que generan sinergia para el logro de los objetivos institucionales en un marco de difusión y transparencia.